# ليزا لورينا
ليزا لورينا هي متسابقة ملكة الجمال وممثلة فلبينية، ولدت في 1948 في بامبانغا في الفلبين.

## وصلات خارجية
- ليزا لورينا على موقع IMDb (الإنجليزية)
- ليزا لورينا على موقع قاعدة بيانات الفيلم (الإنجليزية)